# Tibouchina cubense
Tibouchina cubense är en tvåhjärtbladig växtart som först beskrevs av Achille Richard, och fick sitt nu gällande namn av Manuel Gómez de la Maza y Jiménez. Tibouchina cubense ingår i släktet Tibouchina och familjen Melastomataceae. Inga underarter finns listade i Catalogue of Life.